# Czesław Skoczylas
Czesław Skoczylas (ur. 22 marca 1929 w Turzcu, zm. 3 czerwca 2016 w Warszawie) – polski inżynier i konstruktor lotniczy, wieloletni pracownik Instytutu Lotnictwa w Warszawie.

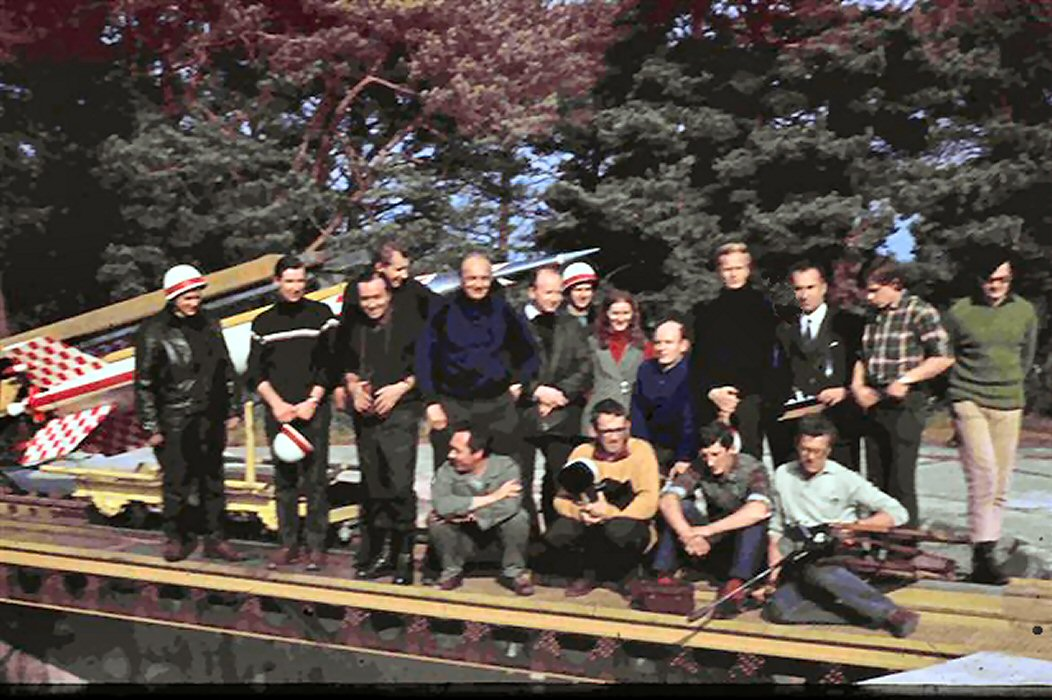
Zespół Instytutu Lotnictwa i Państwowego Instytutu Hydrologiczno-Meteorologicznego przed odpaleniem ostatniej rakiety Meteor 2K (październik 1970). Czesław Skoczylas czwarty od lewej

## Życiorys
Ukończył studia na Wydziale Lotnictwa Politechniki Warszawskiej, a następnie wyjechał na aspiranturę naukową do Moskwy, gdzie uzyskał tytuł doktora. W 1960 roku podjął pracę w warszawskim Instytucie Lotnictwa, gdzie w latach 1963-1968 pracował w Ośrodku Silników Instytutu - początkowo jako samodzielny pracownik naukowy, a od 1965 roku jako kierownik Ośrodka. W 1968 roku został awansowany na stanowisko zastępcy dyrektora ds. naukowych. Następnie, w latach 1973-1994 pełnił funkcję zastępcy dyrektora Instytutu, natomiast od 1994 roku do przejścia na emeryturę w 1999 roku był dyrektorem ds. ekonomiczno-finansowych.

Podczas pracy w instytucie Czesław Skoczylas zajmował się m.in. aparaturą badawczą. Był konstruktorem m.in. laboratorium do badania turbin i turbosprężarek, za które otrzymał nagrodę Ministerstwa Przemysłu Maszynowego oraz laboratorium latającego Lala-1. Pracował również przy konstrukcji polskich rakiet meteorologicznych "Meteor" oraz samolotu PZL I-22 Iryda.
Pochowany na Cmentarzu Komunalnym Północnym w Warszawie.